# Pteris otaria
Pteris otaria är en kantbräkenväxtart som beskrevs av Richard Henry Beddome. Pteris otaria ingår i släktet Pteris och familjen Pteridaceae. Inga underarter finns listade.